# Las Navas del Marqués
Las Navas del Marqués és un municipi d'Espanya pertanyent a la província d'Àvila, a la comunitat autònoma de Castella i Lleó. Limita al nord amb El Espinar, Villacastín, Navas de San Antonio (Segòvia) i Peguerinos (Àvila), a l'est amb Santa María de la Alameda i Valdemaqueda (Madrid), al sud amb San Bartolomé de Pinares i a l'oest amb Navalperal de Pinares (Àvila).